# ناحیه زیارت
ناحیه زیارت (به انگلیسی: Ziarat District) یکی ناحیه‌های پاکستان در پاکستان است که در ایالت بلوچستان واقع شده‌است. ناحیه زیارت ۹۲۶ کیلومتر مربع مساحت و ۱۶۰٬۴۲۲ نفر جمعیت دارد.